# Stazione di Higashi-Kaizuka
La stazione di Higashi-Kaizuka (東貝塚駅?, Higashi-Kaizuka-eki) è una stazione ferroviaria della città di Kaizuka, nella prefettura di Osaka in Giappone. La stazione è gestita dalla JR West e serve la linea Hanwa.

## Linee
JR West
■ Linea Hanwa

## Struttura
La stazione è costituita da due marciapiedi a isola con 4 binari in superficie.
| 1-2 | ■ Linea Hanwa | per Kumatori, Kansai Aeroporto e Wakayama |
| 3-4 | ■ Linea Hanwa | per Ōtori, Tennōji e Osaka                |

## Stazioni adiacenti
| ≪                                 | Servizio                | ≫               |
| Linea Hanwa                       | Linea Hanwa             | Linea Hanwa     |
| --------------------------------- | ----------------------- | --------------- |
| Higashi-Kishiwada                 | Locale Rapido regionale | Izumi-Hashimoto |
| Tutti gli altri treni non fermano |                         |                 |